# Simon Lundmark
Simon Edward Lundmark, född den 8 oktober 2000 i Stockholm, är en svensk professionell ishockeyspelare som spelar för Syracuse Crunch i AHL. Lundmarks moderklubb är IFK Täby, där han spelade juniorishockey. Han lämnade föreningen 2016 för spel med Linköping HC och tog den följande säsongen SM-brons med Linköping J18. I oktober och november 2017 spelade han sin första matcher för seniorlaget i Svenska Hockeyligan.
Vid NHL-draften 2019 valdes Lundmark i den andra rundan, som 51:e spelaren totalt, av Winnipeg Jets. Inför säsongen 2021/22 lämnade han Sverige för spel i Nordamerika och tillbringade de fyra första säsongerna där med Jets farmarklubb Manitoba Moose i AHL. I juli 2025 skrev han ett avtal med Tampa Bay Lightning.

## Karriär

### 2015–2021: Början av karriären
Lundmark inledde ishockeykarriären i sin moderklubb IFK Täby. Säsongen 2015/16 spelade han TV-pucken och utsågs till lagkapten för Stockholm Nord, som tog en silvermedalj. Inför säsongen 2016/17 lämnade han Täby då han blivit intagen på Linköping HC:s ishockeygymnasium. Lundmark tillbringade större delen av följande säsong med Linköpings J18-lag men spelade också ett antal matcher med klubbens J20-lag. Vid säsongens slut tilldelades han ett SM-brons med Linköping J18. Den efterföljande säsongen gjorde Lundmark SHL-debut då han blev uttagen till en match mot Skellefteå AIK den 19 oktober 2017. Han fick dock ingen speltid, utan gjorde sin första match i SHL med speltid den 2 november samma år, mot Brynäs IF. Totalt noterades han för tre SHL-matcher under säsongen. Lundmark tillbringade istället den större delen av säsongen med Linköping J20, där han var lagets poängmässigt bästa back med 21 poäng på 43 matcher (6 mål, 15 assist).
Lundmark inledde säsongen 2018/19 med Linköpings J20-lag, men fick i december 2018 chansen att spela med seniorlaget i SHL. Den 19 december 2018 gjorde han sin första poäng i serien då han assisterade till ett mål av Nikola Pašić, i en 6–2-förlust mot Skellefteå AIK. Efter att ha spelat över 100 minuter i SHL säsongen 2018/19 belönades Lundmark av ett så kallat rookiekontrakt med Linköping den 19 januari 2019. Detta bekräftades kort därefter av Linköping HC, som samtidigt meddelade att avtalet skrevs till två och en halv säsong. Totalt noterades Lundmark för tre assistpoäng på 28 grundseriematcher under säsongen 2018/19. Då Linköping misslyckats att ta sig till SM-slutspel, avslutade Lundmark säsongen med Linköping J20 med vilka han tog ett SM-silver. Säsongen 2020/21 stod Lundmark för 10 poäng på 47 grundseriematcher. Den 15 december 2020 gjorde han sitt första SHL-mål, på Tex Williamsson, då IK Oskarshamn besegrades med 6–3.

### Från 2021: Spel i Nordamerika
Den 9 april 2021 bekräftades det att Lundmark skrivit ett treårsavtal med Winnipeg Jets i NHL. Han hade sedan tidigare, i juni 2019, valts av Jets vid NHL-draften i den andra rundan, som 51:e spelaren totalt. Säsongen 2021/22 spelade Lundmark för Jets farmarklubb Manitoba Moose i AHL. Han gjorde AHL-debut den 16 oktober 2021 i en 1–5-förlust mot Toronto Marlies. Senare samma månad, den 30 oktober, gjorde han sitt första mål i ligan, på Andrew Hammond, i en 3–5-seger mot Iowa Wild. Totalt spelade Lundmark 57 grundseriematcher för Moose och noterades för fyra mål och tio assistpoäng.
I sin andra säsong för klubben förbättrade Lundmark sitt poängrekord för grundseriespel med tre poäng från föregående säsong. På 64 matcher stod han för 17 poäng, varav tre mål. I Calder Cup-slutspelet slogs laget ut med 3–2 i matcher i åttondelsfinal av Milwaukee Admirals. Inför säsongen 2023/24 skickades Lundmark återigen ner till Moose i AHL. Moose var ett av de sista lagen att ta sig till Calder Cup-slutspelet 2024. I grundserien tangerade Lundmark sitt poängrekord från föregående säsong då han stod för 17 poäng på 67 matcher. I slutspelet slogs laget omgående ut av Texas Stars med 2–0 i matcher. Den 26 juli 2024 bekräftades det att Lundmark förlängt sitt avtal med Jets med ytterligare en säsong. Säsongen 2024/25 slutade Moose näst sist i hela AHL och misslyckades därmed att ta sig till slutspelet. Lundmark spelade 66 grundseriematcher och noterades för 14 poäng, varav fyra mål.
Den 1 juli 2025 stod det klart att Lundmark skrivit ett tvåårigt tvåvägsavtal med Tampa Bay Lightning.

## Statistik
| 2017–18    | Linköping HC   | SHL        | 3   | 0  | 0  | 0  | 0  | — | — | — | — | — |
| 2018–19    | Linköping HC   | SHL        | 28  | 0  | 3  | 3  | 6  | — | — | — | — | — |
| 2019–20    | Linköping HC   | SHL        | 40  | 0  | 3  | 3  | 6  | — | — | — | — | — |
| 2020–21    | Linköping HC   | SHL        | 47  | 2  | 8  | 10 | 6  | — | — | — | — | — |
| 2021–22    | Manitoba Moose | AHL        | 57  | 4  | 10 | 14 | 14 | — | — | — | — | — |
| 2022–23    | Manitoba Moose | AHL        | 64  | 3  | 14 | 17 | 18 | 3 | 0 | 0 | 0 | 0 |
| 2023–24    | Manitoba Moose | AHL        | 67  | 5  | 12 | 17 | 22 | 2 | 0 | 0 | 0 | 0 |
| 2024–25    | Manitoba Moose | AHL        | 66  | 4  | 10 | 14 | 28 | — | — | — | — | — |
| AHL totalt | AHL totalt     | AHL totalt | 254 | 16 | 46 | 62 | 82 | 5 | 0 | 0 | 0 | 0 |
| SHL totalt | SHL totalt     | SHL totalt | 118 | 2  | 14 | 16 | 18 | — | — | — | — | — |